# Parc national de Sviasti Hory
Le parc naturel national de Sviasti Hory (en ukrainien : Святі Гори (національний природний парк)) est un parc national situé dans l’oblast de Donetsk à l'est de l’Ukraine.
D'une taille de 40 609 hectares, il se situe dans les raïons de Sloviansk, Lyman et Bakhmout le long de la rivière Donets.
Le parc a été créé en 13 février 1997 par décret présidentiel pour protéger la faune et la flore de la rivière Donets, le principal affluent du Don. Il est accessible aux activités récréatives pour 85% de sa surface.

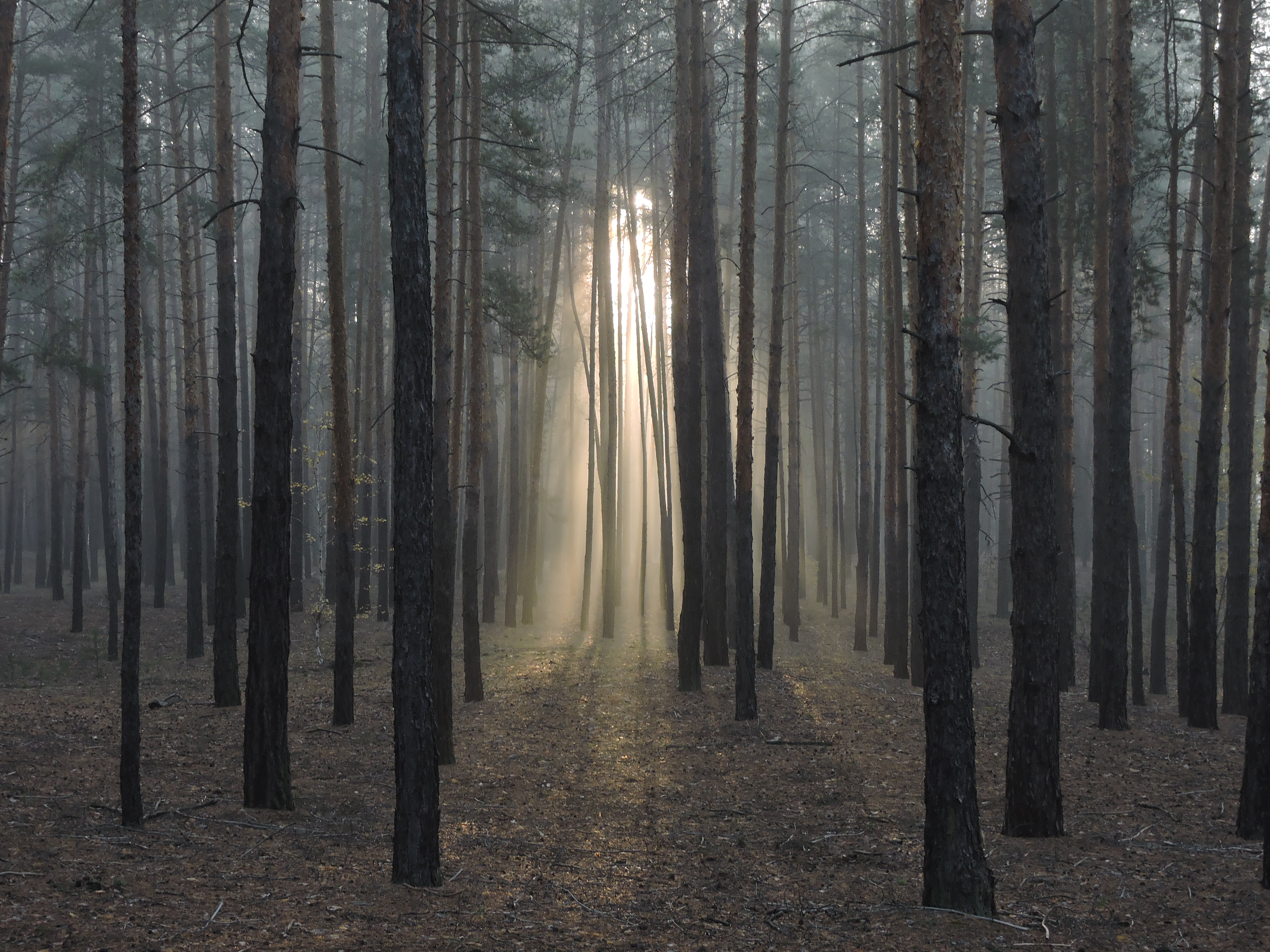
Foret.
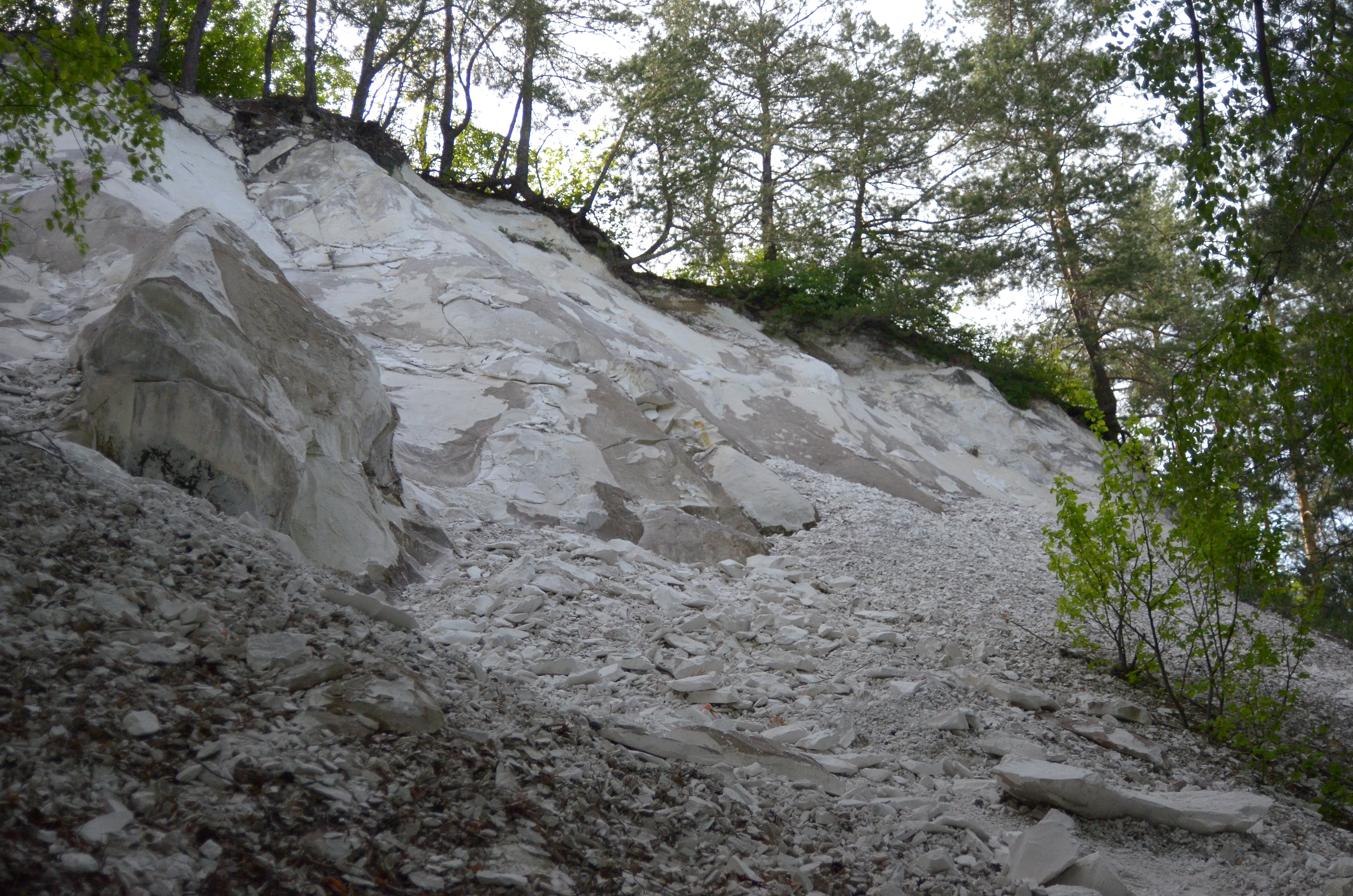
Falaises calcaires.
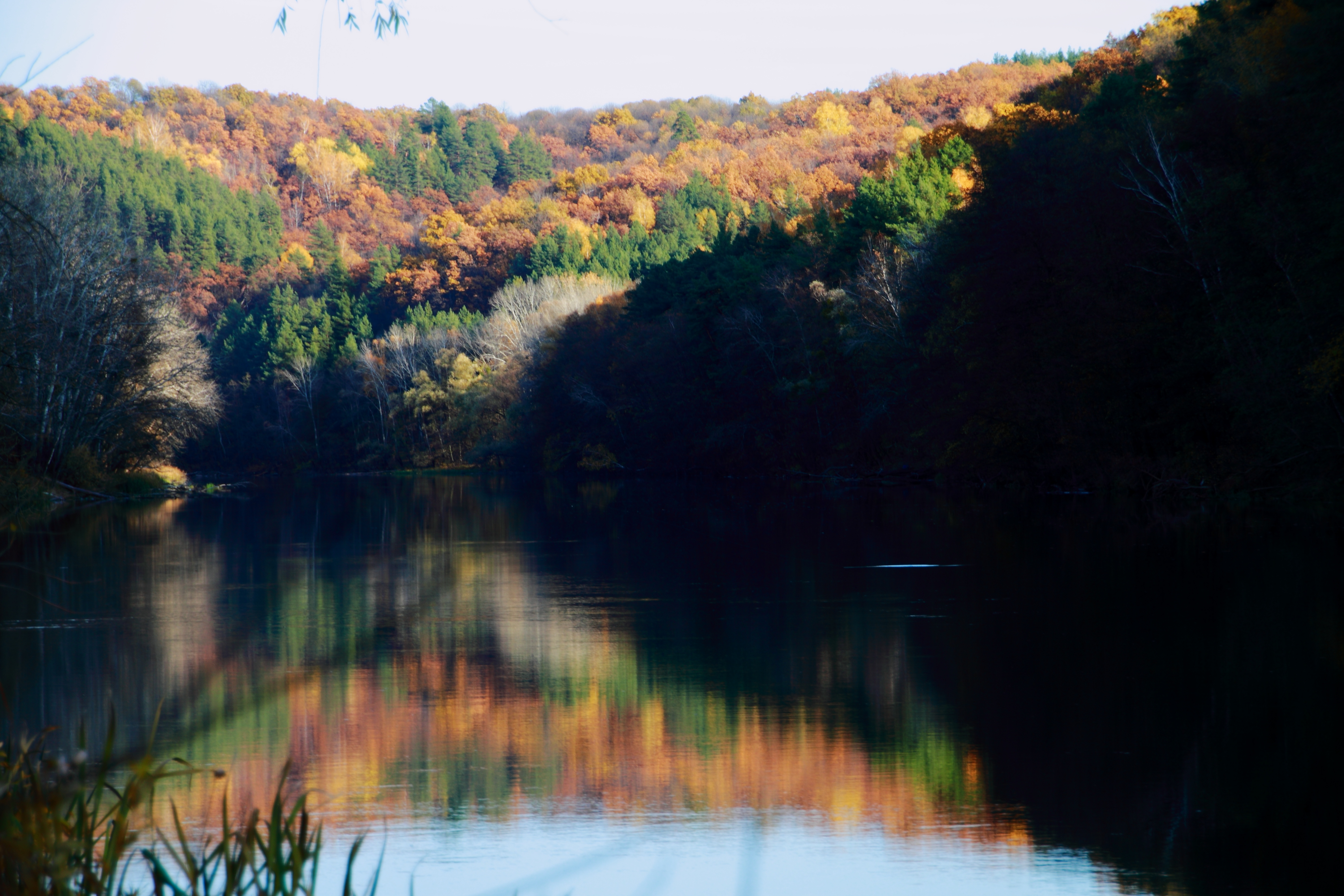
Bord de rivière.
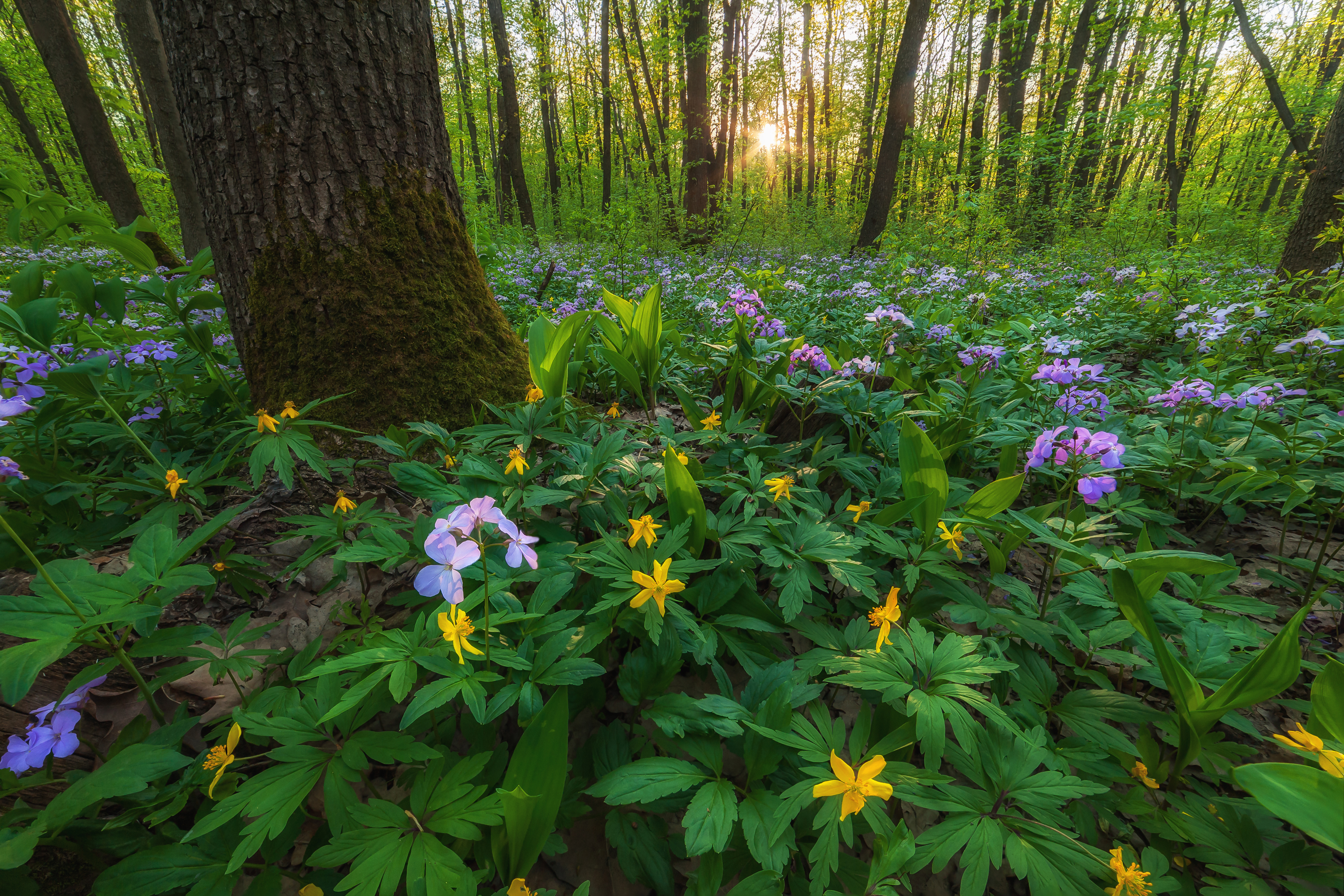
Fleurs
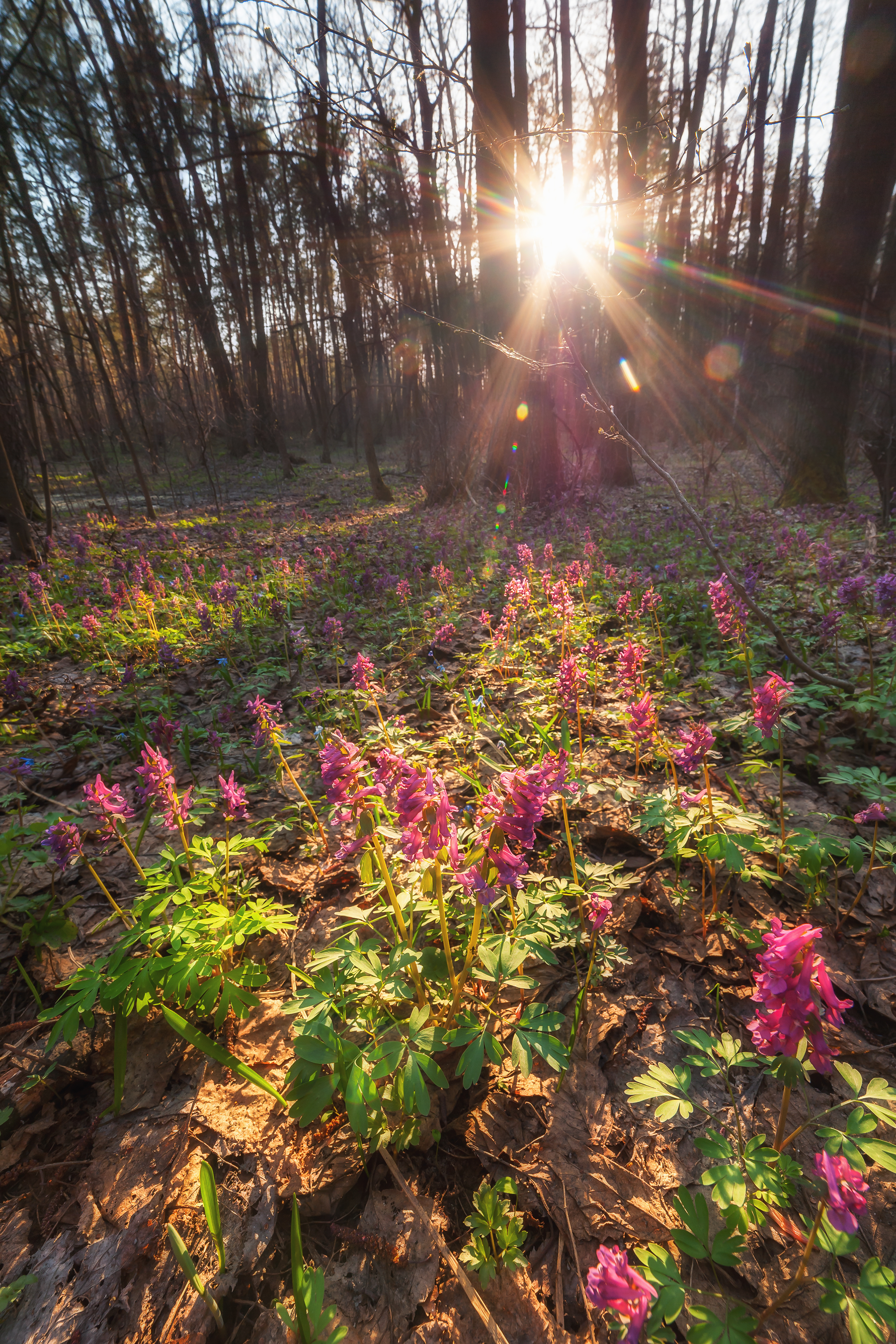
de sous-bois.
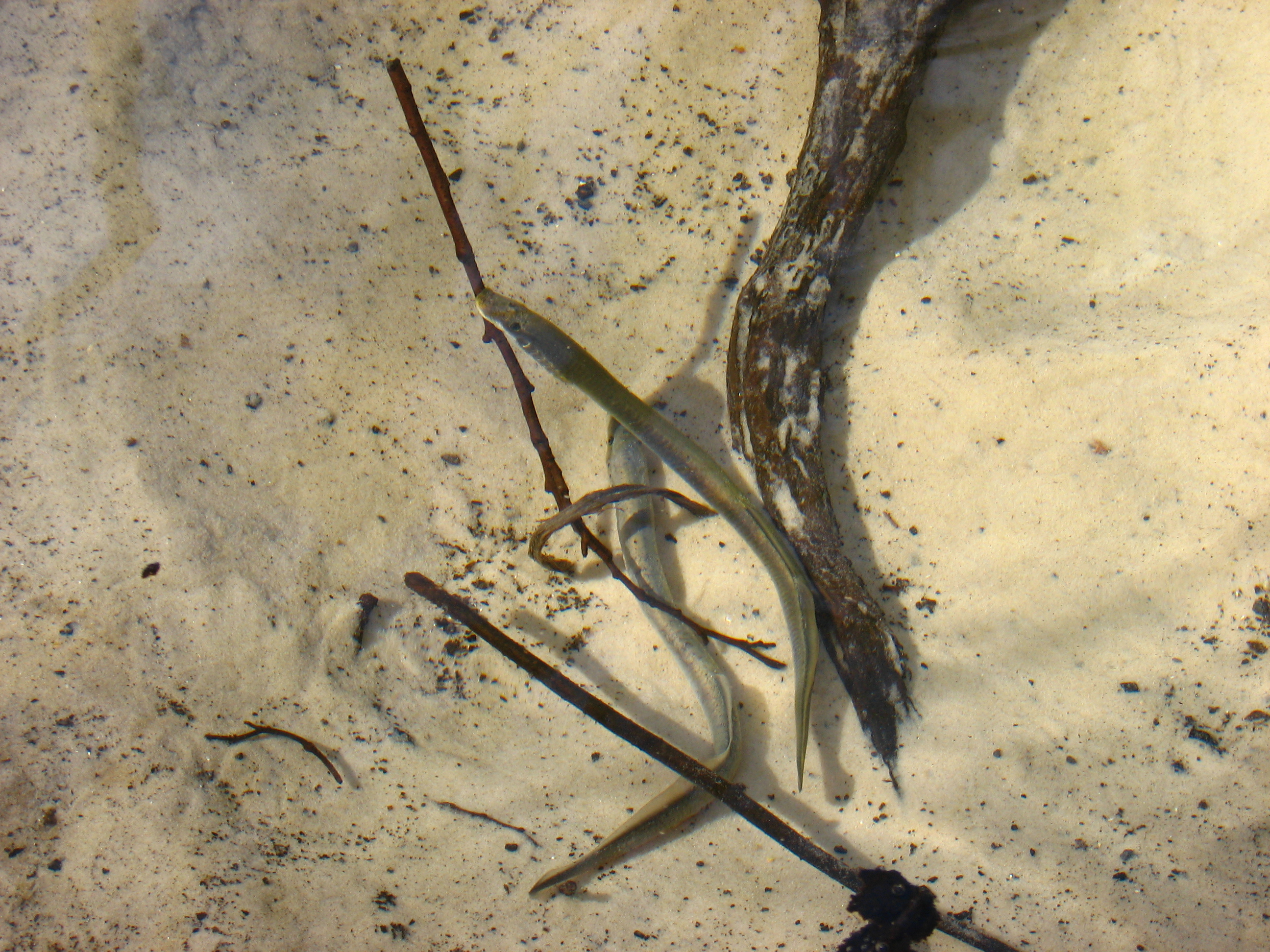
Faune.

Le parc protège en particulier le pin du crétacé, ainsi que cent vingt-neuf sites archéologiques et soixante treize monuments historiques.

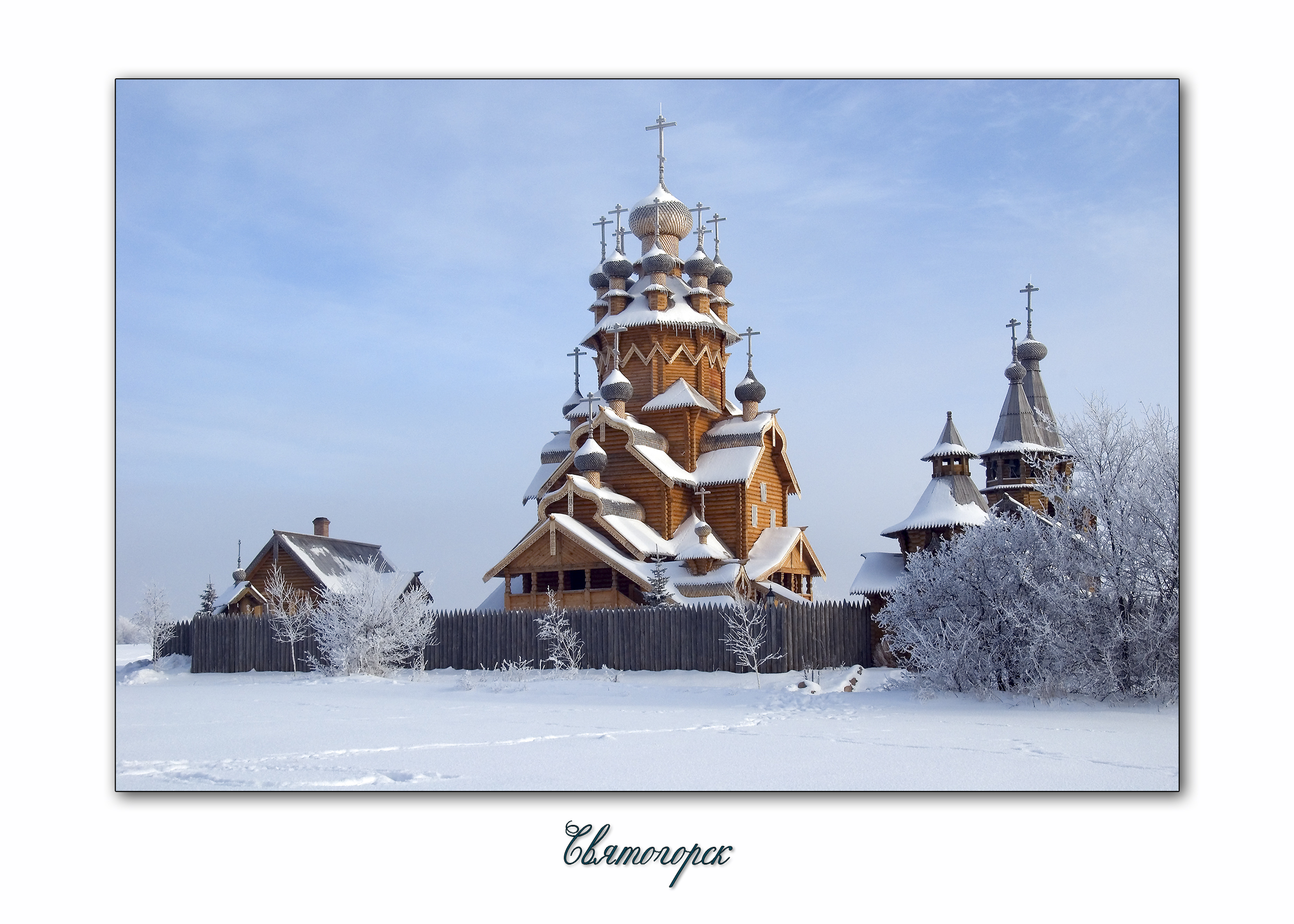
Le monastère Laure de Sviatohirsk, classé[2],
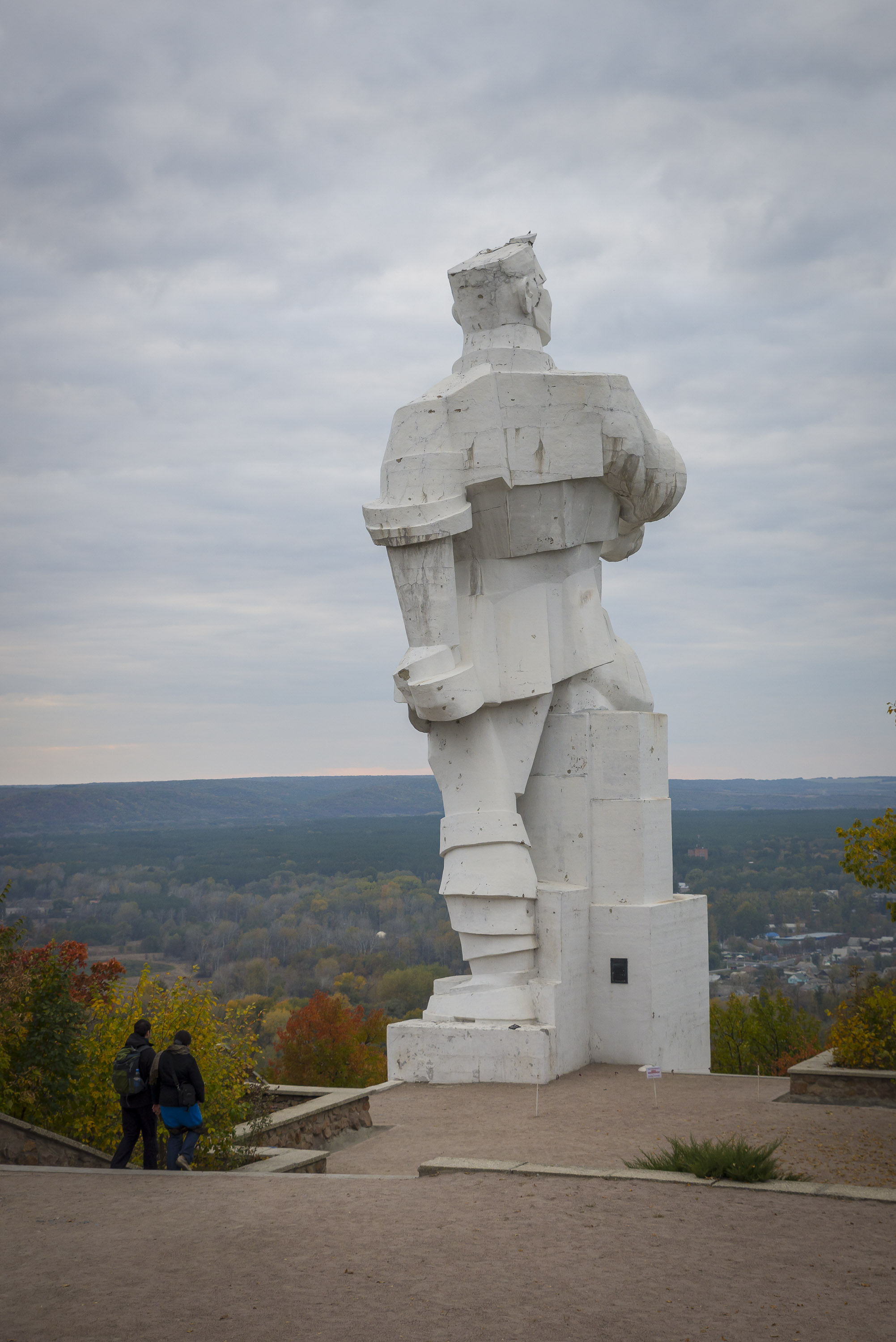
monument au Camarade Artiom, classé
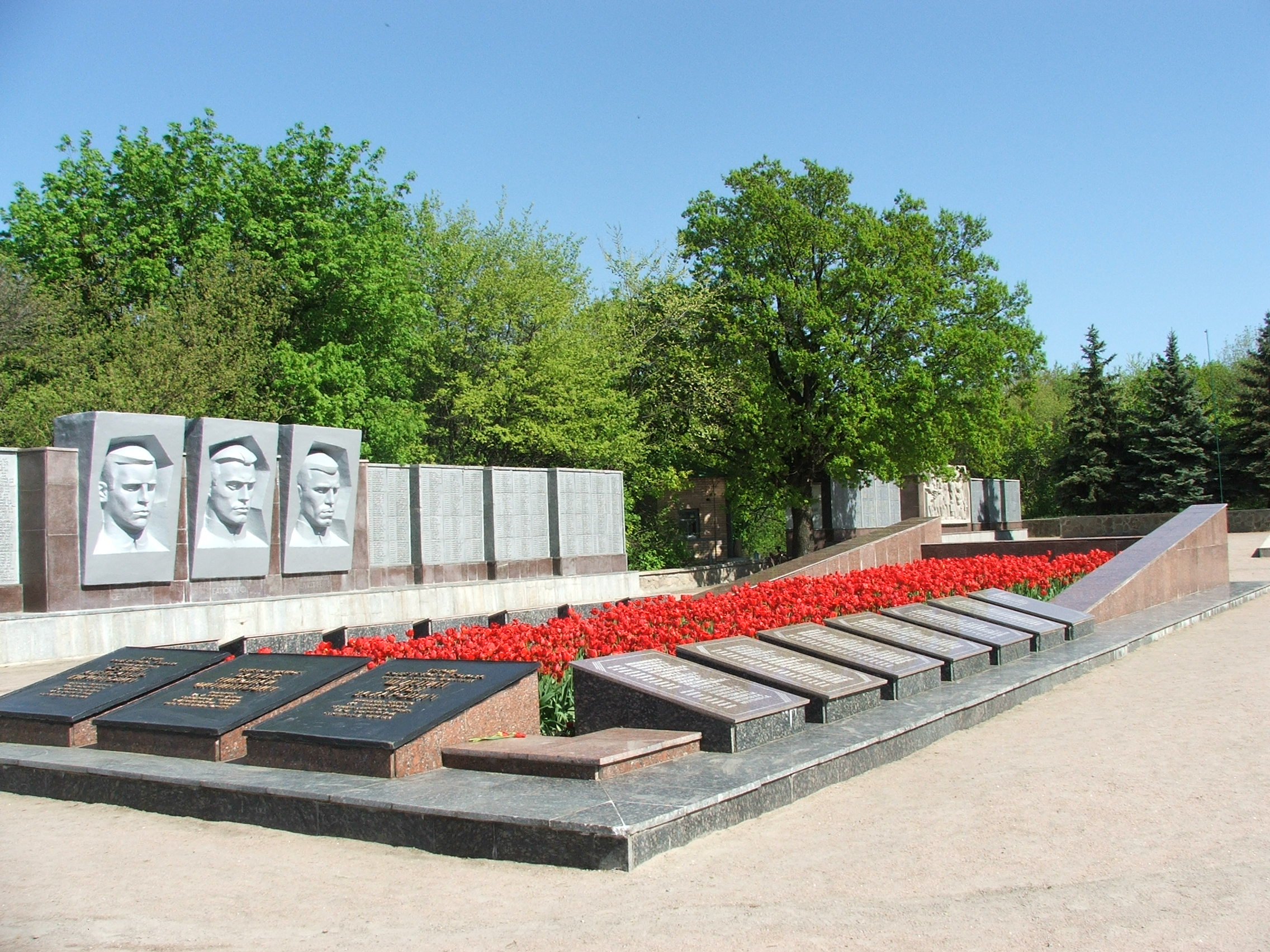
et son mémorial à la seconde guerre mondiale, classé[4].